# 梶尾みどり
梶尾 みどり（かじお みどり、1985年1月15日 -）は、日本のフリーアナウンサー。元鹿児島放送 (KKB) アナウンサー。

## 人物・来歴
鹿児島県出身。鹿児島大学在学中の2005年11月から1年間、鹿児島市の観光PRを担う「かごしま親善大使」を務めた。
2007年4月、鹿児島放送入社。
2009年、他部署に異動した淵脇正恵に代わり地上デジタル放送推進大使に任命された。
2016年7月30日、同日放送の『ぷらナビ+』にて、2015年1月に結婚し現時点で妊娠9か月であること、同放送分にて2016年8月から産休に入ることを公表した。
2017年6月で鹿児島放送を退社し、フリーアナウンサーに転向したことを、公式ブログにて発表。

## 現在の担当番組
- かごしま ひと 最前線（2018年4月～、鹿児島放送アナウンサー時代にも2016年7月まで担当）

## 過去の担当番組
- KKBスーパーJチャンネル
  - 2008年3月31日～2010年3月26日 天気予報担当
  - 2011年4月8日～2012年3月30日 金曜サブキャスター
- 口コミTVマミーズクラブ（2009年4月～2011年3月）
- Kingspe（2007年5月～2011年3月、2012年4月～）
- ぷらナビ+（2011年4月～2016年7月）
- かごしま元気BOX
- KKBニュース